# خلیج آپولو
خلیج آپولو (به انگلیسی: Apollo Bay) یک شهرک در استرالیا است که در ویکتوریا (استرالیا) واقع شده‌است.